# Borda amb coberta de palla de Graus
La Borda amb coberta de palla de Graus és una construcció de Lladorre (Pallars Sobirà) inclosa a l'Inventari del Patrimoni Arquitectònic de Catalunya.

## Descripció
Borda construïda en aparell petit de pedra pissarrosa, de fort pendent i coberta de palla de sègol a dues vessants, de forta inclinació. Els murs dels pinyons presenten un perfil escalonat per a permetre de pujar-hi amb facilitat al moment d'adobar la coberta. D'aquest tipus de coberta que fou força freqüent en temps passat en els Pirineus, sols resten en l'actualitat, uns pocs exemplars, dels quals potser el més conegut són els d'algunes bordes de Canejan (Vall d'Aran).